# Koło (comune rurale)
Koło è un comune rurale polacco del distretto di Koło, nel voivodato della Grande Polonia.
Ricopre una superficie di 101,88 km² e nel 2006 contava 6 961 abitanti.
Il capoluogo è Koło, che non fa parte del territorio ma costituisce un comune a sé.